# Univerzitet Ludvig Maksimilijan iz Minhena
Univerzitet Ludvig Maksimilijan iz Minhena (takođe zvan LMU ili Univerzitet u Minhenu, na nemačkom: Ludwig-Maximilians-Universität München) javni je istraživački univerzitet lociran u Minhenu u Nemačkoj.
Univerzitet u Minhenu je šesti najstariji univerzitet u Nemačkoj sa kontinuiranim postojanjem. Prvobitno uspostavljen u Ingolštatu 1472. godine zaslugom vojvode Ludvika IX od Bavarske-Landšuta, univerzitet se 1800. godine preselio u Landšut pod pokroviteljstvom Bavarskog kralja Maksimilijana I kada su Francuzi pretili Ingolšadtu, pre nego što ga je kralj Ludvig I Bavarski preselio na današnje mesto u Minhenu 1826. Godine 1802, kralj Bavarske Maksimilijan I je univerzitet zvanično nazvao Ludwig-Maximilians-Universität u svoju, kao i čast prvobitnog osnivača univerziteta.
Univerzitet u Minhenu povezan je sa 42 nobelovca (prema podacima iz oktobra 2019). Među njima su bili Vilhelm Rendgen, Maks Plank, Verner Hajzenberg, Oto Han i Tomas Man. Papa Benedikt XVI takođe je bio student i profesor na ovom univerzitetu. Među značajnim bivšim studentima, osobljem i istraživačima su, između ostalih, Rudolf Pejerls, Jozef Mengele, Rihard Štraus, Valter Benjamin, Jozef Kampbel, Muhamed Ikbal, Meri Stoups, Volfgang Pauli, Bertolt Breht, Maks Horkhajmer, Karl Loevenštajn, Karl Šmit, Gustav Radbrač, Ernst Kasirer, Ernst Bloh, Konrad Adenauer, Jovan Pavlović. LMU je nedavno dobio titulu „Univerzitet izvrsnosti” u okviru Nemačke inicijative za izvrsnost univerziteta.
LMU je trenutno drugi po veličini univerzitet u Nemačkoj u pogledu studentske populacije; U zimskom semestru 2015/2016, univerzitet je imao ukupno 51.025 matrikuliranih studenata. Od toga je bilo 8.671 brucoša, dok je međunarodnih studenata bilo 7.812 ili skoro 15% studentske populacije. U pogledu operativnog budžeta, univerzitet u 2017. godini beleži ukupno 682,0 miliona evra finansiranja ne računajući univerzitetsku bolnicu; sa univerzitetskom bolnicom univerzitet je finansiran sa ukupno oko 1,8 milijardi evra.

## Akademski profil

### Predmeti i oblasti studija
Uprkos Bolonjskom procesu, kojim je ukinuta većina tradicionalnih kurseva akademskih diploma, kao što su Diplom i Magister Artium, u korist međunarodno poznatijeg sistema bečelora i magistara, Univerzitet u Minhenu nastavlja da nudi više od 100 područja studija sa brojnim kombinacijama glavnih i pomoćnih oredeljenja.
U skladu sa internacionalizacijom univerziteta kao popularne destinacije za tercijarne studije, sve veći broj kurseva uglavnom na diplomskim i postdiplomskim nivoima dostupan je i na engleskom jeziku, kako bi se olakšao pristup međunarodnim studentima, koji mogu imaju malo ili nedovoljno poznavanje nemačkog jezika. Neke zapažene predmetne oblasti koje trenutno nude programe na engleskom jeziku uključuju razne oblasti psihologije, fizike, kao i poslovanja i upravljanja.

### Fakulteti
Univerzitet se sastoji od 18 fakulteta koji nadgledaju različite departmane i institute. Zvanična numeracija fakulteta i nedostajući brojevi 06 i 14 rezultat su raspada i spajanja fakulteta u prošlosti. Šumarski fakultet sa brojem 06 integrisan je u Tehnički univerzitet u Minhenu 1999. godine, a fakultet broj 14 spojen je sa fakultetom broj 13.
- 01 Fakultet katoličke teologije
- 02 Fakultet protestantske teologije
- 03 Fakultet prava
- 04 Fakultet poslovne administracije
- 05 Fakultet ekonomije
- 07 Fakultet medicine
- 08 Fakultet veterinarske medicine
- 09 Fakultet istorije i umetnosti
- 10 Fakultet filozofije, filozofije nauke i studija religije
- 11 Fakultet psihologije i obrazovnih nauka
- 12 Fakultet studija kulture
- 13 Fakultet jezika i luterature
- 15 Fakultet društvenih nauka
- 16 Fakultet matematike, računarstva i statistike
- 17 Fakultet fizike
- 18 Fakultet hemije i farmacije
- 19 Fakultet biologije
- 20 Fakultet geonauke i nauke o životnoj sredini

### Istraživački centri
Pored svojih 18 fakulteta, Univerzitet u Minhenu takođe održava brojne istraživačke centre uključene u brojne međufakultetske i transdisciplinarne projekte koji dopunjuju njegove različite akademske programe. Neki od ovih istraživačkih centara rezultat su saradnje univerziteta i renomiranih spoljnih partnera iz akademske zajednice i industrije; na primer, Rahel Karsonov centar za životnu sredinu i društvo uspostavljen je zajedničkom inicijativom LMU Minhen i Nemačkog muzeja, dok je Parmenidov centar za proučavanje razmišljanja proistekao iz saradnje Permenidove fondacije i Centra za humanu nauku LMU Minhen.

## Istorija

### 1472–1800
Univerzitet je osnovan sa papinskom odobrenjem 1472. godine kao Univerzitet u Ingolštatu (osnivačka prava bavarskog vojvode Ludviga IX), sa fakultetima filozofije, medicine, jurisprudencije i teologije. Njegov prvi rektor bio je Hristofer Mendel Steinfels, koji je kasnije postao kimski biskup.
U periodu nemačkog humanizma, spisak univerzitetskih akademika je obuhvatao imena kao što su Konrad Cenltes i Petrus Apijanus. Teolog Johan Eck takođe je podučavao na univerzitetu. Od 1549. do 1773, na univerzitet su uticali su jezuiti i postao je jedan od centara kontrareformacije. Jezuita Petrus Kanisius je služio kao rektor univerziteta.
Na kraju 18. veka, univerzitet je bio pod uticajem prosvetiteljstva, što je dovelo do jačeg naglaska na prirodnim naukama.

### 1800–1933
Godine 1800, princ Makimilian IV Josip (kasniji Makimilian I, kralj Bavarske) preselio je na univerzitet u Landshut, zbog francuske agresije koja je pretila Ingolštadtu tokom Napoleonskih ratova. Godine 1802, Univerzitet je preimenovan u Univerzitet Ludvig Makimilijan u čast svoja dva osnivača, Ludviga IX, vojvode od Bavarske i Makimilijana I, izbornika Bavarske. Ministar prosvete, Maksimilijan fon Montgelas pokrenuo je niz reformi koje su nastojale da modernizuju prilično konzervativni i jezuitski nastrojeni univerzitet. Godine 1826, univerzitet je premešten u Minhen, glavni grad Kraljevine Bavarske. Univerzitet je bio smešten u Staroj akademiji dok nije bila završena nova zgrada u Ludvigstrase. Meštani su bili pomalo kritični prema broju protestantskih profesora koje je Makimilijan i kasnije Ludvig I pozvao u Minhen. Njih su nazivali „Nordlichter” (severna svetla), a posebno je lekar Johan Nepomuk fon Ringseis bio je prilično ogorčen zbog njih.
U drugoj polovini 19. veka univerzitet je stekao veliku prominenciju u evropskoj naučnoj zajednici, privlačivši mnoge vodeće svetske naučnike. To je takođe bio period velike ekspanzije. Od 1903. godine, ženama je bilo dozvoljeno da studiraju na bavarskim univerzitetima i do 1918. godine, udeo ženske populacije na LMU-u je dostigao 18%. Godine 1918. Adel Hartman je postala prva žena u Nemačkoj koja je stekla habilitaciju (viši doktorat), na LMU-u.
Tokom Vajmarske Republike, univerzitet je i dalje bio jedan od vodećih svetskih univerziteta, sa profesorima kao što su Vilhelm Rentgen, Vilhelm Vien, Ričard Vilstater, Arnold Sommrfeld i Ferdinand Zauerbruh.

### 1933–1945
Tokom Trećeg Rajha, akademska sloboda je bila ozbiljno ograničena. Gogine 1943, grupa Bela ruža, koja se sastojala od antinacističkih studenata, sprovela je kampanju koja se suprotstavljala nacionalnim socijalistima u ovoj instituciji. Univerzitet je potom uklonio Kurta Hubera, borca iz redova nacističke opozicije, sa njegovog položaja i poništio mu je doktorat po njegovom hapšenju.
Između 1933. i 1936. godine, Karl Ešerih je služio kao rektor u Ludvig Makimilijan univerzitetu u Minhenu, a zatim Leopold Kelbl od 1936. do 1938. godine, Filip Broemser od 1938. do 1941. godine, i na kraju, Valter Vist od 1941. do 1945. godine.

### 1945–sadašnjost
Univerzitet je nastavio da bude jedan od vodećih univerziteta Zapadne Nemačke tokom Hladnog rata i u doba nakon ujedinjenja. Krajem 1960-ih, Univerzitet je bio scena protesta radikalnih učenika.
Danas je Univerzitet u Minhenu deo 24 kolaborativna istraživačka centra koje finansira Nemačka istraživačka fondacija (DFG), i ovaj univerzitet je domaćin za 13 od tih centara. On takođe ugošćava 12 DFG grupa za istraživačko obučavanje i tri međunarodna doktoratska programa kao deo elitne mreže Bavarske, obrazovnog regulativnog koncepta Bavarske za pospešivanje nadarenih učenika i studenata u sektoru visokog obrazovanja. Ova ustanova privlači dodatnih 120 miliona evra godišnje u vidu spoljašnjeg finansiranja i intenzivno je uključena u nacionalne i međunarodne inicijative finansiranja.
LMU Minhen ima širok spektar diplomskih programa, sa 150 predmeta koji su dostupni u brojnim kombinacijama. Oko 15% od 45.000 učenika koji pohađaju univerzitet dolazi iz inostranstva.
U 2005. godini, država i savezna vlada Nemačke pokrenule su Inicijativu izvrsnosti nemačkih univerziteta, vid nadmetanja među univerzitetima. Sa ukupno 1,9 milijardi evra, od čega 75 odsto dolazi iz savezne države, njeni arhitekti imaju za cilj da strateški promovišu vrhunsko istraživanje i stipendiranje. Novac se prosleđuje u više od 30 istraživačkih univerziteta u Nemačkoj.
Ova inicijativa finansira tri projektno orijentisane oblasti: diplomske škole radi promovisanja sledeće generacije naučnika, klastere izvrsnosti za promociju vrhunskih istraživanja i „koncepate budućnosti” za projektno-zasnovano proširenje akademske izvrsnosti u celini. Da bi se kvalifikovao za ovo treće područje, univerzitet je morao da ima najmanje jedan međunarodno priznati akademski centar izvrsnosti i nove diplomske škole. Nakon prvog kruga selekcije, LMU Minhen je pozvan da podnese aplikacije za sva tri oblika finansiranja. On se uključio na konkurs sa predlozima za dve diplomirane škole i četiri klastera izvrsnosti.
U petak, 13. oktobra 2006. godine, panel plave-traka je objavio rezultate Inicijative izvrsnosti u Nemačkoj za promociju vrhunskog univerzitetskog istraživanja i obrazovanja. Panel sastavljen od Nemačke fondacije za istraživanje i Nemačkog saveta za nauku, odlučio je da LMU Minhen dobije sredstva za sve tri oblasti obuhvaćene inicijativom: jednu diplomsku školu, tri „klastera izvrsnosti“ i opšta sredstva za „koncept budućnosti“ univerziteta.
U januaru 2012. godine naučnici na Univerzitetu Ludvig Makimilijan objavili su detalje najsenzitivnijih uređaja za slušanje poznatih do sada. To je dovelo do toga da je koledž bio uvršten u Ginisovu knjigu svetskih rekorda.
U septembru 2018. godine, javno tužilaštvo u Minhenu istraživalo je potpredsednika univerziteta zbog sumlje za proneveru. Jedna od osnova istrage je bila da je potpredsednik prijavljivao „prekomerne troškove putovanja”. Sledeće godine, veterinarski studenti su izvestili da je LMU prekršio standarde dobrobiti životinja. Prema njima, LMU drži svinje u uskim kavezima, tako da su neke životinje pokazale ogrebotine, izbočine i respiratorne bolesti od ležanja. Studenti koji su prijavili ove okolnosti su izjavili da im je prećeno deregistracijom sa univerziteta. Početkom 2020. godine, LMU je zaključao oko 80 učenika u jednoj prostoriji, jer su oni želeli da diskutuju temu „Klima gori, univerzitet gori”, o tome zašto univerziteti sprovode istraživanje za kompanije koje su štetne za klimu.

## Napomene
1. ↑  In modern Germany, only Heidelberg University (1386), Leipzig University (1409), the University of Rostock (1419), the University of Greifswald (1456) and the University of Freiburg (1457) are older. Although Cologne, Erfurt and Würzburg were originally founded earlier than the University of Munich, they shut down for longer periods.

## Literatura
- „World University Rankings 2019”. Times Higher Education. Приступљено 1. 11. 2008.
- „Best Global Universities Ranking (free)”. U.S. News & World Report. Приступљено 1. 11. 2008.
- „QS World University Ranking”. Topuniversities.com. Приступљено 1. 11. 2008.
- „Academic Ranking of World Universities (free)”. Shanghai Jiao Tong University Homepage. Архивирано из оригинала 16. 08. 2018. г. Приступљено 1. 11. 2008.
- „Expertscape: Pancreatic Neoplasms, November 2018”. expertscape.com. новембар 2018. Приступљено 26. 11. 2018.
- Deutsche Forschungsgemeinschaft, ур. (2018-07-18), „Förderatlas 2018”, Forschungsberichte (на језику: German) (1 изд.), Weinheim: Wiley-VCH, ISBN 978-3-527-34520-5
- „Ranking: Diese Unis nehmen nur die besten Abiturienten”. Adzuna.de (на језику: немачки). 2019-10-08. Приступљено 2019-10-16.
- Lansing, East; H-Bahai, Mi. (2001) [1908]. „The development of metaphysics in persia” (PDF). London Luzac and Company. Приступљено 1. 5. 2012.
- Mir, Mustansir (1990). Tulip in the desert: A selection of the poetry of Muhammad Iqbal. c.Hurts and Company, Publishers Ltd. London. стр. 2. ISBN 978-967-5-06267-4.
- Jackso, Roy (2006). Fifty key figures in Islam. Routledge. стр. 181. ISBN 978-0-415-35467-7.
- „DenkStätte Weiße Rose”. Weisse rose Stiftung e.V. Архивирано из оригинала 7. 4. 2016. г. Приступљено 22. 9. 2016.
- „Geschichte der Ludwig-Maximilians-Universität München”. innovations-report.de. Архивирано из оригинала 18. 03. 2020. г. Приступљено 5. 10. 2010.
- „ARWU World University Rankings 2018 | Academic Ranking of World Universities 2018 | Top 500 universities | Shanghai Ranking - 2018”. www.shanghairanking.com. Архивирано из оригинала 16. 08. 2018. г. Приступљено 18. 10. 2020.
- „World University Rankings”. Times Higher Education (THE). 18. 8. 2017.
- „QS World University Rankings 2019”. Top Universities. 1. 2. 2017.
- „U.S. News Education: Best Global Universities 2019”.
- „Semesterticket München”. Semesterticket-muenchen.de. Приступљено 9. 1. 2013.

## Spoljašnje veze
- Zvanični veb-sajt
- 360° Panorama at the Ludwig Maximilian University
- Munich International Summer University (MISU at LMU Munich)[мртва веза]

48° 09′ 03″ N 11° 34′ 49″ E / 48.15083° С; 11.58028° И